# The Stills
The Stills waren eine seit 2000 bestehende kanadische Indie-Rock-Band aus Montreal. Im Jahr 2011 gab die Band überraschenderweise ihre Auflösung bekannt.

## Bandgeschichte
Die Mitglieder der Stills waren vor deren Gründung in verschiedenen anderen Bands aktiv. 2000 fand man sich in der Besetzung Gregory Paquet (Gesang, Gitarre), Tim Fletcher (Gesang, Gitarre), Dave Hamelin (Schlagzeug), Olivier Corbeil (Bass) zusammen. Nachdem die Gruppe einen Vertrag beim Label des Vice-Magazins unterschrieben hatte, erschien im Juni 2003 zunächst die EP Rememberese, bevor einige Monate später das Debütalbum Logic Will Break Your Heart veröffentlicht wurde. Dieses wurde in New York eingespielt und brachte den Stills Vergleiche mit den dort beheimateten Interpol sowie mit Joy Division und Echo & the Bunnymen ein. Zum Zeitpunkt der Veröffentlichung hatten die Stills bereits Konzerte mit u. a. den Yeah Yeah Yeahs, The Rapture und eben Interpol gespielt.
2005 verließ Gitarrist Gregory Paquet die Band, für ihn übernahm Schlagzeuger Dave Hamelin. Außerdem wurde Keyboarder Liam O’Neal, der bereits auf dem Debüt zu hören gewesen war, als Bandmitglied integriert. In dieser Besetzung spielte die Band ihr zweites Album Without Feathers ein, auf dem des Weiteren eine Reihe Gastmusiker vertreten sind, darunter Melissa Auf der Maur, Emily Haines, Sam Roberts, Evan Cranley von den Stars und Kevin Drew von Broken Social Scene. Der Band wurde für ihr Zweitwerk eine Neuerfindung bescheinigt: Während als Bezugsgrößen für den Vorgänger neben Gruppen, die sich auf Bands aus den 1980ern beriefen, vor allem Bands aus den 1980ern genannt wurden, waren dies für Without Feathers Musiker aus den 1970ern wie die Kinks und der frühe Elton John.
2008 wurde das dritte Album der Band, Oceans Will Rise, veröffentlicht. Vorausgegangen war ein Labelwechsel der Band, die nun wie Broken Social Scene beim in Toronto beheimateten Label Arts & Crafts unter Vertrag stehen.
2009 stieg Gregory Paquet wieder ein; Dave Hamelin wechselte zurück an das Schlagzeug. In diesem Jahr erhielt die Band zwei Juno Awards: Den für das Alternative Album of the Year und den als bester Newcomer. 2011 folgte die Trennung.

## Diskografie

### Alben
| Jahr | Titel                       | Höchstplatzierung, Gesamtwochen, AuszeichnungChartsChartplatzierungen (Jahr, Titel, Platzierungen, Wochen, Auszeichnungen, Anmerkungen) | Anmerkungen  |
| Jahr | Titel                       | UK | Anmerkungen  |
| ---- | --------------------------- | --- | ------------ |
| 2003 | Logic Will Break Your Heart | UK66 (1 Wo.)UK | Vice Records |

Weitere Alben
- 2006: Without Feathers (Vice Records)
- 2008: Oceans Will Rise (Arts & Crafts)

### Singles
| Jahr | Titel Album                                        | Höchstplatzierung, Gesamtwochen, AuszeichnungChartsChartplatzierungen (Jahr, Titel, Album, Platzierungen, Wochen, Auszeichnungen, Anmerkungen) | Anmerkungen |
| Jahr | Titel Album                                        | UK | Anmerkungen |
| ---- | -------------------------------------------------- | --- | ----------- |
| 2003 | Rememberese Logic Will Break Your Heart            | UK75 (1 Wo.)UK |             |
| 2004 | Lola Stars and Stripes Logic Will Break Your Heart | UK39 (2 Wo.)UK |             |
| 2004 | Changes Are No Good Logic Will Break Your Heart    | UK51 (1 Wo.)UK |             |
| 2004 | Still In Love Song Logic Will Break Your Heart     | UK45 (1 Wo.)UK |             |

## Trivia
2007 war Keyboarder Liam O' Neil als Gastmusiker auf National Anthem of Nowhere, dem zweiten Album von Apostle of Hustle, zu hören.